# Diecezja Augsburga

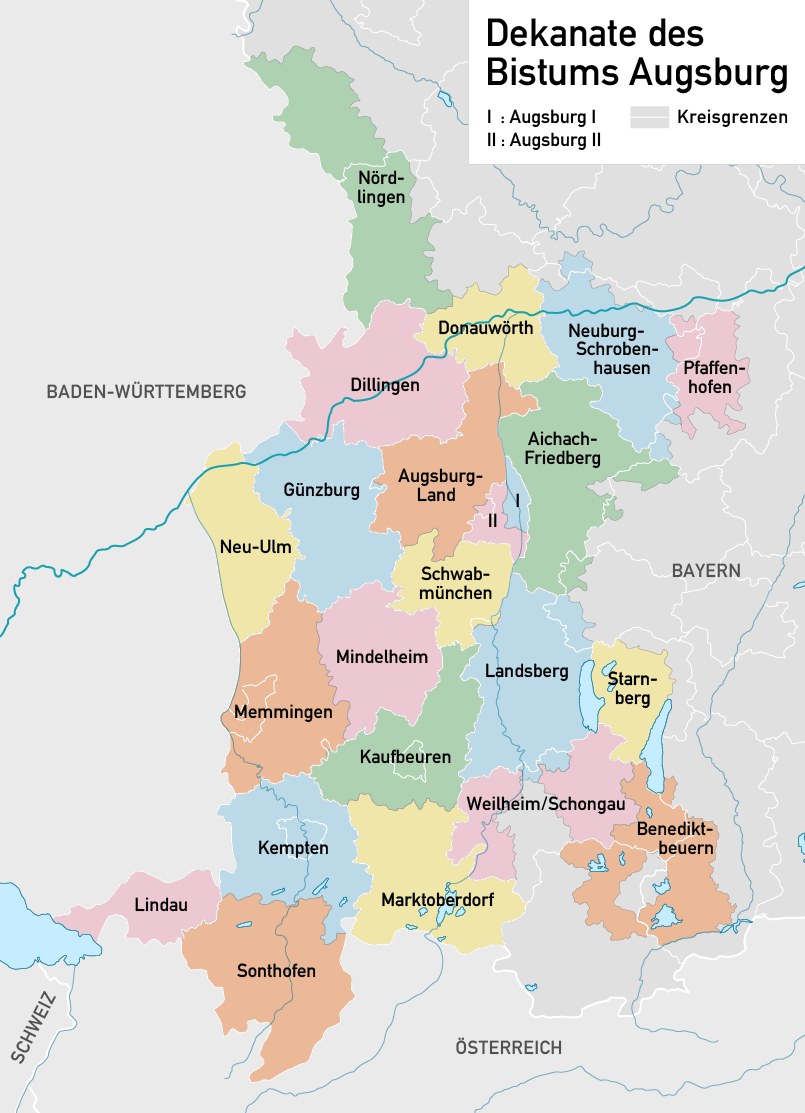
Mapa dekanatów diecezji Augsburga

Diecezja Augsburga (niem. Bistum Augsburg, łac. Dioecesis Augustanus Vindelicorum) – diecezja Kościoła rzymskokatolickiego w południowej części Niemiec, w metropolii Monachium i Freising. Powstała w VI wieku, zaś obecne granice uzyskała w 1959 roku.

## Główne świątynie
- Katedra: Katedra Nawiedzenia NMP w Augsburgu
- Konkatedra: Bazylika konkatedralna św. Piotra w Dillingen an der Donau
- Bazyliki mniejsze:
  - Bazylika św. Ulryka i św. Afry w Augsburgu
  - Bazylika św. Benedykta w Benediktbeuern
  - Bazylika św. Wawrzyńca w Kempten
  - Bazylika św. Michała w Altenstadt
  - Bazylika świętych Teodora i Aleksandra w Ottobeuren